# Олівер Фрей
Олівер Фрей (нар. 30 червня 1948 — пом. 21 серпня 2022) — швейцарський художник, який проживав у Великій Британії. Він був відомий своїми книжковими та журнальними ілюстраціями, особливо для британських комп'ютерних журналів 1980-х років. Під псевдонімом Зак він працював над еротичними ілюстраціями та еротичними коміксами для британських гей-порножурналів 1970-х і 1980-х років.

## Раннє життя
Фрей народився в Цюриху, Швейцарія, 30 червня 1948 року. З дитинства він вільно володів італійською та німецькою мовами. У 1956 році його родина переїхала до Великої Британії, але згодом повернулася до Швейцарії. Під час навчання у середній школі у Швейцарії Фрей вступив на заочний курс Американської школи відомих художників.

## Кар'єра
Після шести місяців проведених у швейцарській армії та кинувши навчання у Бернському університеті, Фрей повернувся до Великої Британії, де вступив на дворічний курс Лондонської кіношколи. У період навчання він працював позаштатним ілюстратором, зокрема для журналу «War Picture Library». У дитинстві Фрей любив журнал коміксів «Ігл», а в дорослому віці працював над відродженням персонажу коміксів 1980-х Дена Дейра. Крім того, у 1970-х роках він створював ілюстрації для журналу «Look and Learn», включно з коміксом «The Trigan Empire». Йому доручили створити комікс у стилі 1930-х років для передзаголовкової частини фільму «Супермен» 1978 року.
Протягом кінця 1970-х і 1980-х років Фрей плідно працював над ілюстраціями у жанрі гей-еротики, зазвичай публікувався під псевдонімом Зак. Зокрема, він створив серію коміксів із зображенням великого м'язистого персонажа поганого хлопця, на ім'я Руг, для журналу «HIM Magazine», щомісячного порнографічного видання для чоловіків-геїв, яким він володів разом зі своїм партнером Роджером Кіном. Він також підготував, відредагував та проілюстрував кілька номерів журналу «Man-to-Man». У 1981 році поліція здійснила рейд компанії, і всі запаси були знищені відповідно до чинних на той час законів. Його гей-порнографічні роботи також були представлені на перших обкладинках і в томах серії гей-еротичних коміксів «Meatmen». Рассел Т. Девіс, сценарист британського телесеріалу «Близькі друзі» (1999) похвалив серію Фрея «The Street», яка мала важливий вплив на його новаторську гей-теледраму.
Коли у 1983 році Роджер Кін і брат Фрея Франко заснували комп'ютерний журнал «Краш», Олівер Фрей став його ілюстратором. Він продовжував ілюструвати дочірні журнали «Zzap!64», «Amtix» і «The Games Machine». Він проілюстрував комікс Термінальна людина" Келвіна Госнелла, який друкувався як серія коміксів у журналах «Краш» і «Zzap!64» у 1984 році. Його опублікували повною окремою історією у великому форматі у 1988 році.
Наприкінці 90-х Фрей працював директором видавництва Thalamus у Шропширі, яке спеціалізувалося на ілюстрованих історичних довідкових виданнях. У серпні 2009 року видавництво Thalamus збанкрутіло. Фрей і Кін заснували компанію Reckless Books у Ладлоу, яка спеціалізувалася на пригодницькому та історичному жанрах для молоді, геївських творах для дорослих.
Кілька намальованих Фреєм обкладинок для «War Picture Libraries» від Fleetway та IPC були відтворені з оригінальних малюнків у двох книгах Девіда Роуча «Ааааа! Це війна» (2007) та «Мистецтво війни» (2008). Фрей — автор ілюстрацій для понад 16 книг під іменем Олівер Фрей і понад 12 під псевдонімом Зак. Класичний журнал про відеоігри «Ретро геймер» розмістив на своїй обкладинці роботи Фрея. У липні та серпні 2014 року його гей-еротичні роботи були представлені на виставці в Британській бібліотеці, на якій він дав інтерв'ю письменнику та репортеру Руперту Сміту.

## Особисте життя та смерть
Фрей жив зі своїм давнім партнером Роджером Кіном у Великій Британії. Він помер 21 серпня 2022 року у віці 74 років.

## Доробок

### Як Олівер Фрей
- Ден Дейр :
  - «Повернення Мекона» («Ігл» #17–18, 1982)
  - «Белендотор» («Ігл» #84-83, 1983)
- Роджер Кін: Мистецтво фентезі Олівера Фрея (видавництво Thalamus, 2006),ISBN 9781902886060
- Олівер Фрей, художник The Terminal Man (Reckless Books, 2012)ISBN 9781479333691
- Роджер Кін, автор; Олівер Фрей, набір ілюстрацій "Життя в стародавньому світі " (Chelsea House Publications, 2008)ISBN 9780816063369
- Олівер Фрей, ілюстратор. Захоплюючі історії фантазії та майбутнього (Гемлін, 1982)ISBN 9780600366775
- Роджер Кін, автор; Олівер Фрей, ілюстратор The Complete Chronicle of the Emperors Of Rome (Thalamus Publishing, 2005)ISBN 9781902886053
- Кріс Вілкінс і Роджер Кін, автори, Олівер Фрей, ілюстратор Ocean, The History (Apple 2014)
- Роджер Кін, автор; Олівер Фрей, ілюстратор Забута сила: Візантія: оплот християнства (Reckless Books, 2013)ISBN 9781301533398

### Як Зак
- Boys of the Fast Lane (Bruno Gmunder Verlag 2013)
- Twisted Blade in the Arena (Bruno Gmunder Verlag 2017)ISBN 9783959852814
- Desert Studs (Bruno Gmunder Verlag 2014)ISBN 9783867876902
- Сатир Капрі (Bruno Gmunder Verlag 2015)ISBN 9783867878548
- Смертельний цирк бажання (Bruno Gmunder Verlag 2014)ISBN 9783867877855
- The Warrior's Boy (Bruno Gmunder Verlag 2013)ISBN 9783867876056
- Гнів Сета (Bruno Gmunder Verlag 2016)ISBN 9783959851558
- Zack: The Art (Bruno Gmunder Verlag, 2012)ISBN 9783867874328
- Bike Boy (Bruno Gmünder Group, 2010)ISBN 9783867871587
- Hot For Boys: The Sexy Adventures Of Rogue (Bruno Gmünder Group, 2011)ISBN 9783867871013
- Bike Boy Rides Again (Bruno Gmünder Group, 2012)ISBN 9783867871761
- Boys of Vice City (The Adventures of Gil Graham & Mike Smith #1) (Bruno Gmünder Group, 2011)ISBN 9783867871204
- Хлопчики з диско-сіті
- Хлопці двох міст (Bruno Gmunder Verlag 2012)ISBN 9783867874458
- Хлопчик із Вест-Енду (Bruno Gmunder Verlag 2014)
- Raw Recruits (Bruno Gmunder Verlag 2013)ISBN 9783867875196